# Višnje
Višnje (in italiano tra le due guerre Visne; in epoca asburgica in tedesco Wischne) è un centro abitato della Slovenia, insediamento (naselje) del comune di Aidussina.
L'insediamento è costituito anche dal nucleo abitato di Cergoli.

## Geografia fisica

### Alture principali
Korenov vrh, 981 mt.; Višenjski vrh, 825 mt.

## Storia
In epoca asburgica Višnje costituì un comune catastale autonomo del Ducato di Carniola (a sua volta inserito sino al 1849 nel Regno d'Illiria). Il comune includeva anche il casolare di Bella (Bela, Kleine Bela). La località era nota con il toponimo tedesco di Wischne (o Wischnach) e con quello sloveno di Višnje. Nella seconda metà del XIX secolo il comune perse la propria autonomia e venne aggregato a Podkrai (Podkraj).
Nel 1920, in seguito alla prima guerra mondiale e al Trattato di Rapallo, la località venne annessa al Regno d'Italia. Il nome del paese venne italianizzato in Visne, così come il capoluogo comunale, divenuto Podicrai. Nel 1923 il comune di Podicrai venne inquadrato nel Circondario di Gorizia della Provincia del Friuli, per poi passare nel 1927 alla ricostituita Provincia di Gorizia. Nel 1928 il comune venne soppresso e il suo territorio venne aggregato a quello di Zolla.
Nel 1947, in seguito alla seconda guerra mondiale e ai Trattati di Parigi, la località passò assieme al resto dell'area alla Jugoslavia. Nel dopoguerra passò al comune di Aidussina. Dal 1991 fa parte della Slovenia.